# (8456) Davegriep
(8456) Davegriep est un astéroïde de la ceinture principale.

## Description
(8456) Davegriep est un astéroïde de la ceinture principale. Il fut découvert le 1er mars 1981 à Siding Spring par Schelte J. Bus. Il présente une orbite caractérisée par un demi-grand axe de 3,16 UA, une excentricité de 0,04 et une inclinaison de 7,8° par rapport à l'écliptique.

## Compléments